# Vivièrs (Avairon)
Vivièrs (en francès Viviez) és un municipi del departament francès de l'Avairon, a la regió d'Occitània.

## Demografia
| 1962                                       | 1968  | 1975  | 1982  | 1990  | 1999  | 2006  |
| ------------------------------------------ | ----- | ----- | ----- | ----- | ----- | ----- |
| 2.974                                      | 2.650 | 2.162 | 1.889 | 1.662 | 1.502 | 1.414 |
| Des de 1962: població sense dobles comptes |       |       |       |       |       |       |

## Administració
| Període | Identitat         | Partit |
| ------- | ----------------- | ------ |
| 2001-   | Jean-Louis Denoit |        |